# Quimbele
Quimbele és un municipi de la província de Uíge. Té una població de 129.396 habitants. Comprèn les comunes d'Alto-Zaza, Cuango, Icoca i Quimbele.

## Personatges
- Alberto Correia Neto (* 1949), diplomàtic, ambaixador angolès a Berlín
- Amadeu Antonio Kiowa (1962–1990), treballador víctima de l'extrema dreta a Alemanya.